# 萊恩·高爾德
萊恩·高爾德（英語：Ryan Gauld；1995年12月16日—）是一位蘇格蘭足球運動員。在場上的位置是攻擊型中場。他現在效力於美國職業足球大聯盟球隊溫哥華白浪足球會，曾效力於葡萄牙足球超級聯賽球隊里斯本競技足球俱樂部。他也代表蘇格蘭各級青年國家隊參賽。

## 榮譽
艾維斯
- 葡萄牙盃：2017–18

溫哥華白浪
- 加拿大足球錦標賽：2022，2023，2024[3]

個人
- George Gross Memorial Trophy：2022
- 葡萄牙足球超級聯賽 Goal of the Month：2021年2月
- 美國職業足球大聯盟 All-Star：2024

## 外部連結
- Soccerway資料庫：萊恩·高爾德
- 足球数据库：萊恩·高爾德的球员统计数据
- Generation Next profile （页面存档备份，存于） at Just Football